# Five Points Gang

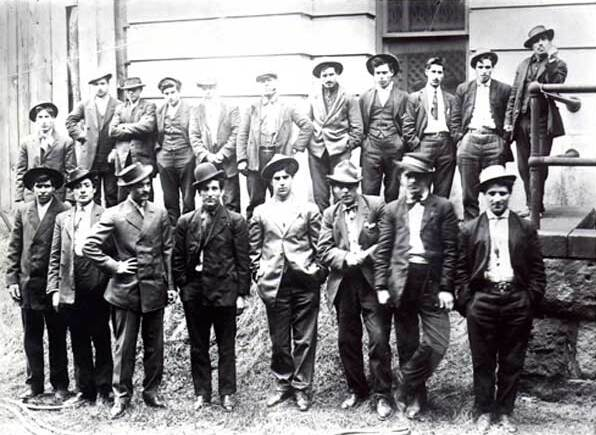
Five Points Gang

De Five Points Gang was een criminele organisatie in de Verenigde Staten.

## Geschiedenis
Rond 1870 kregen de Verenigde Staten te maken met een immigratiegolf die voornamelijk bestond uit Italiaanse, Ierse, en Joodse immigranten. Zij geloofden in de American Dream, maar vonden niets anders dan armoede in vervallen wijken als Five Points. Al snel ontstonden er onder de Ierse immigranten straatbendes als de Whyos, die de reeds bestaande straatbendes Dead Rabbits en de Plug Uglies deden opbreken en verdwijnen. De Ierse straatbendes vochten daarna tegen Joodse straatbendes zoals de Monk Eastman Gang om territorium te winnen, maar hierbij waren vooral de Italiaanse immigranten de dupe.
Een Siciliaanse immigrant genaamd Paolo Antonio Vaccareli (a.k.a Paul Kelly) begon een eigen straatbende die hij vernoemde naar de wijk waarin hij woonde, Five Points. Deze straatbende zou de grootste en beruchtste ooit worden in de Amerikaanse geschiedenis.
Al vrij snel na de oprichting van de Five Points Gang kwam er een nieuw lid bij, Johnny Torrio, die binnen de kortste keren de tweede man was. Kelly en Torrio haalden bij verschillende straatbendes uit heel New York de gewelddadigste leden weg om die bij hun eigen bende toe te voegen. Zo werd bij de James Street Gang de zeer gewelddadige Al Capone weggehaald. Al vrij snel stond de Five Points Gang bekend als de gewelddadigste straatbende in heel Amerika met circa 1.500 leden. Tijdens gevechten met andere straatbendes vochten de Five Pointers altijd tot de dood.

## Oorlog met de Monk Eastman Gang
Naarmate de Five Points Gang beter georganiseerd werd, kwamen Kelly en een van zijn luitenants, Frank Yale, erachter dat er veel geld te verdienen viel met het steunen van corrupte politici. Door stemmers te intimideren en stemlijsten te vervalsen hielp de bende corrupte politici aan de top. De enige echte rivaal van de Five Points Gang was de Monk Eastman Gang geleid door Monk Eastman. In 1901 schoot een Five Pointer Eastman in zijn buik. Eastman overleefde deze aanslag en liet een van zijn bendeleden een Five Pointer doodschieten, waarna een oorlog uitbrak tussen de twee bendes die zijn dieptepunt kreeg in 1903.
In 1903 raakten Kelly, Torrio en ongeveer vijftig andere leden van Five Points in een vuurgevecht met Monk Eastman en circa vijftig leden van diens bende. De politie moest zich terugtrekken vanwege de omvang van het vuurgevecht, dat enkele uren duurde, drie mensen het leven kostte en enkele tientallen verwondde. Nadat het vuurgevecht afgelopen was, werd Monk Eastman gearresteerd, enkele uren vastgehouden en daarna vrijgelaten. Een corrupte rechter sprak hem vrij toen Eastman beweerde dat hij slechts een toevallige passant was toen het vuurgevecht uitbrak.
Een hoge New Yorkse politicus besloot dat er een oplossing moest komen en organiseerde een gesprek tussen Kelly en Eastman. Aan het einde van het gesprek schudden de twee elkaar de hand en de rust was teruggekeerd. Maar niet voor lang, want nog geen twee maanden later was de oorlog weer in volle gang. Wederom werd er een gesprek tussen beide mannen geregeld. Dit keer wisten ze geen oplossing te bedenken en stelde de politicus voor om een bokswedstrijd te organiseren. Beide mannen stemden in met dit voorstel, en de winnaar zou het hele gebied in bezit krijgen.
Op de aangewezen dag verzamelden honderden leden van Five Points en de Eastman Gang zich bij een pakhuis in de Bronx. Eastman en Kelly vochten twee uur lang om te kijken wie de beste vechter was. Kelly was een bokser in zijn jongere jaren, maar Eastman was een grotere, breder gebouwde man. Aan het einde van het gevecht was het beide mannen niet gelukt de ander knock-out te slaan, hierdoor werd de wedstrijd gelijkspel en lieten beide mannen hun bendeleden weten dat ze nog steeds in oorlog waren. De hoge New Yorkse politicus besloot dat dat niet langer op die manier kon voortgaan en zorgde ervoor dat alle corrupte ambtenaren de kant van Five Points kozen. Hierdoor verloor de Eastman Gang alle steun van politici.
In 1904 werd Monk Eastman door een politieagent bewusteloos geslagen tijdens een inbraak. Eastman werd veroordeeld voor deze inbraak en belandde voor tien jaar in de Sing Singgevangenis. Zijn bende werd vervolgens geleid door de tweede man van de bende in de Eastmantijd, genaamd Max "Kid Twist" Zwerbach, maar deze werd al vrij snel doodgeschoten door leden van Five Points. Na deze moord viel de Eastman Gang uit elkaar.
Kelly overleefde een aanslag, gepleegd door twee van zijn eigen luitenants Biff Ellington en Razor Riley na een vuurgevecht in een van zijn eigen nachtclubs. Hij werd hierbij drie keer geraakt en na zijn herstel trok hij zich terug uit de bende. Kelly stierf in 1936 een natuurlijke dood.
Nadat Eastman in 1909 vrij was gekomen, lukte het hem niet meer om een straatbende op te richten. Hij ging op zijn 44e het leger in om te vechten tijdens de Eerste Wereldoorlog waar hij voor zijn heldhaftigheid meerdere onderscheidingen kreeg en verliet in 1919 het leger. Een jaar later werd hij op straat met vijf kogels doodgeschoten door een corrupte agent. Hij werd begraven met militaire eer.

## Einde van de Five Points Gang
Rond 1910 begon de Five Points Gang uit elkaar te vallen. De criminele activiteiten werden langzamerhand overgenomen door de Siciliaanse maffiafamilies die zich steeds meer begonnen te vestigen in New York. Veel leden van Five Points stapten over in deze 'families' en sommige werden uiteindelijk leiders of oprichters van bekende maffiafamilies zoals de New Yorkse familie Genovese en de familie Nitti uit Chicago. Rond 1920 was de Five Points Gang totaal opgeheven.

## Bekende leden van de Five Points Gang
- Paolo Antonini Vaccareli (Paul Kelly)
- Giovanni Torrio (John "Papa Johnny" Torrio)
- Alphonse Gabriel Capone (Al "Scarface" Capone)
- Salvatore Lucania (Charles "Lucky" Luciano)
- Majer Suchowliński (Meyer Lansky)
- Francesco Raffaele Nitto (Frank "The Enforcer" Nitti)
- Francesco Ioele (Frank "Frankie" Yale)
- Benjamin Hymen Siegelbaum (Benjamin "Bugsy" Siegel)
- Louis "Little New York" Campagna
- James T. "Biff" Ellison
- Pat "Razor" Riley
- Pat "Rough House" Hogan
- William James Harrington
- George Wetzel
- Jimmy Kelly